# Wäinö Aaltonen
Wäinö Valdemar Aaltonen (8 de março de 1894 – 30 de maio de 1966) foi um artista e escultor finlandês. O Chambers Biographical Dictionary o descreve como "um dos principais escultores finlandeses".

## Vida
Ele nasceu filho de um alfaiate na vila de Karinainen, Finlândia. Tornou-se interessado em arte depois de ficar surdo quando criança, e frequentou a Escola de Desenho da Associação de Arte de Turku a partir dos 16 anos, ou mais especificamente entre 1910 e 1915. Ele passou muitos dos primeiros anos nesta escola estudando pintura sob orientação de Victor Westerholm, mas foi principalmente autodidata como escultor. Aprendeu as técnicas de tratamento do mármore com seu parente Aarre Aaltonen e trabalhando como aprendiz de pedreiro em Hirvensalo. O escultor Felix Nylund foi professor substituto na escola de arte em Turku por uma temporada, e seu trabalho foi inspiração para o jovem Aaltonen.
Uma viagem que Aaltonen fez à Itália em 1923 abriu seus olhos para a arte cubista e futurista. Esses elementos podem ser vistos principalmente em suas pinturas.
Enquanto a República da Finlândia surgia e a Primeira Guerra Mundial acontecia, ele esculpiu Memoriais de Guerra. Logo se tornou um ícone nacionalista, o finlandês exemplar, estabelecendo uma exposição em Estocolmo em 1927. Sua escultura é de natureza nacionalista, e ele é conhecido por figuras monumentais e bustos que retratam cidadãos da Finlândia. Um exemplo é a escultura de 1925 de Paavo Nurmi, uma cópia da qual está exposta fora do estádio de Helsinque. Outro trabalho notável é o de Jean Sibelius, um busto de 1928. Estas duas obras, assim como a maior parte de seu trabalho, são fundições em bronze—embora ele também tenha trabalhado em pedra e até mesmo vidro. Embora principalmente naturalista, a influência cubista também está presente aqui. Ele foi um dos pioneiros do início do século XX na escultura direta.
Quando a nova Casa do Parlamento da Finlândia foi construída, o arquiteto Johan Sigfrid Sirén desejou que pudesse comprar esculturas diretamente de Aaltonen. Em vez disso, uma competição aberta foi anunciada, e a obra Trabalho e o Futuro de Aaltonen foi selecionada como vencedora. A série de esculturas de gesso dourado que Aaltonen completou em 1932 foram fundidas em bronze após sua morte.
Aaltonen foi casado quatro vezes. Sua primeira esposa foi a cantora Aino Alisa Pietikäinen a partir de 1920, a segunda esposa foi a atriz Elsa Emilia Rantalainen a partir de 1931, a terceira esposa foi a galerista da Galerie Artek, Elvi Elisabet Hernell, a partir de 1942, e a quarta esposa foi a médica Marie Elisabeth Maasik a partir de 1961. Seu filho Matti Aaltonen tornou-se um arquiteto, que projetou, entre outros, o museu Wäinö Aaltonen em Turku.
Uma grande coleção de suas obras está em exposição permanente no Museu de Arte Wäinö Aaltonen em Turku. Seu trabalho também fez parte do evento de escultura na competição de arte nos Jogos Olímpicos de Verão de 1948.

## Publicações
- Tytön pää, n. 1917
- Graniittipoika, 1917–1920
- Maria Jotuni, 1918–1920
- Opettajani, 1919

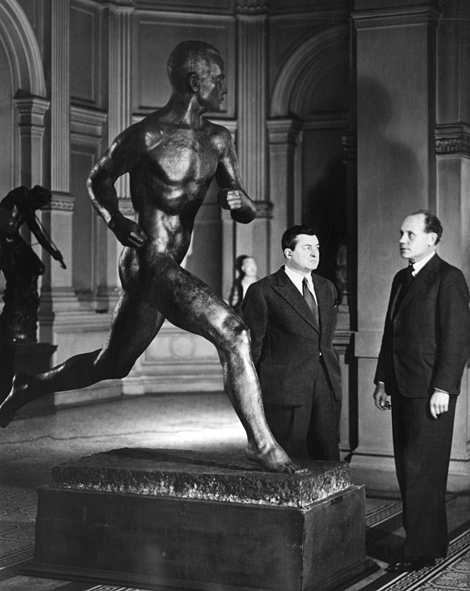
Paavo Nurmi e Wäinö Aaltonen em frente à estátua de bronze de Aaltonen de Nurmi no Ateneum no final dos anos 1930

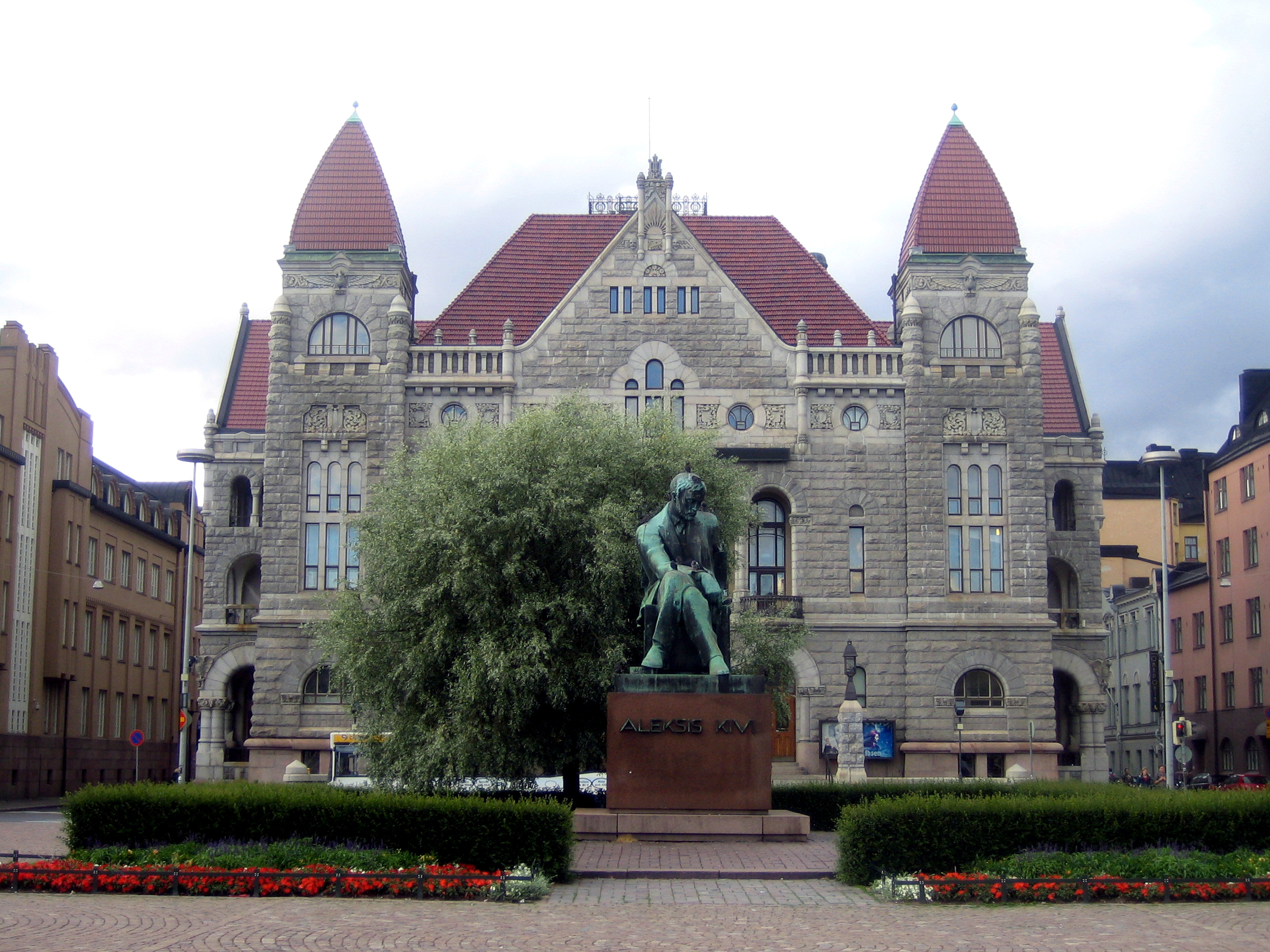
O Memorial Aleksis Kivi em frente ao Teatro Nacional Finlandês

- Aaro Hellaakosken pronssipää, 1919
- Savonlinnan sankaripatsas, (The Hero's Grave) 1919–1921
- Punagraniittinen neito, 1923
- Mustagraniittinen neito, 1924
- Paavo Nurmi runner statue, 1924–1925
- Seisova nainen, 1920–1924
- Istuva nainen, 1920–1925
- Uimaan lähtevä nainen, 1924
- Turun Lilja, n. 1924–1926
- Musica, 1926
- Aleksis Kivi statue (Tampere), 1926–1927
- Statues on Hämeensilta bridge, Tampere: Eränkävijä (the Hunter), Veronkantaja (the Tax Collector), Kauppias (the Merchant) ja Suomen neito (the Maiden of Finland), 1927–1929
- Myrsky (Memorial statue for the 53 victims of the sunken Finnish torpedo boat S2 in Reposaari, Pori), 1930
- Statues in the plenary chamber of Parliament House 1930–1932
- Aleksis Kivi Memorial (Helsinki), 1930–1939
- Marjatta, 1934
- Delaware-muistomerkki, 1937–1938
- Vapauden jumalatar seppelöi nuoruuden, 1939–1940
- Memorial of the Battle of Kämärä, 1939/1949
- Tampereen Osuustoimintamuistomerkki, 1949–1950
- Ystävyys solmitaan (Joint monument for the cities of Turku and Gothenburg), n. 1948–1955
- Lahden sankaripatsas, 1952
- Rautatienrakentajien muistomerkki, 1957, Hyvinkää
- Genius ohjaa nuoruutta (in front of the University of Turku main library), 1958–1960
- Statues of presidents in front of Parliament house: K. J. Ståhlberg, 1957–1958; P. E. Svinhufvud, 1957–1959
- Genius Montanus (on Aaltonen's grave in Turku), 1960
- Johannes Gutenberg, 1962 (Büste)